# Экк, Оксана Владимировна
Оксана Владимировна Экк (девичья фамилия Дьяченко, род. 26 ноября 1974, Орджоникидзе) — российская легкоатлетка (бег на короткие дистанции, эстафетный бег), чемпионка и призёр чемпионатов России, призёр чемпионата Европы, победительница и призёр Кубков Европы, участница Олимпийских игр 2000 года в Сиднее, мастер спорта России международного класса.

## Биография
Увлеклась спортом в 1986 году. Выступала за команды КСК «Луч» и Профсоюзы. Её первым тренером была Людмила Сторожкова. На Олимпиаде участвовала в соревнованиях в беге на 200 метров. Выбыла из борьбы на этапе предварительных забегов. Живёт в Москве.

## Спортивные результаты
- Чемпионат Европы по лёгкой атлетике среди юниоров 1993 года:
  - Бег на 100 метров —  (11,66 с);
- Чемпионат России по лёгкой атлетике 1998 года:
  - Бег на 100 метров  —  (11,31 с);
- Чемпионат России по лёгкой атлетике 1999 года:
  - Бег на 200 метров  —  (22,93 с);
- Чемпионат России по лёгкой атлетике в помещении 1999 года:
  - Бег на 60 метров —  (7,22);
  - Бег на 200 метров —  (22,96);
- Чемпионат России по лёгкой атлетике 2000 года:
  - Эстафета 4×100 метров —  (44,42 с);
- Чемпионат России по лёгкой атлетике в помещении 2001 года:
  - Эстафета 4×200 метров —  (1.33,18);
  - Бег на 200 метров —  (23,37);